# James Rood Doolittle

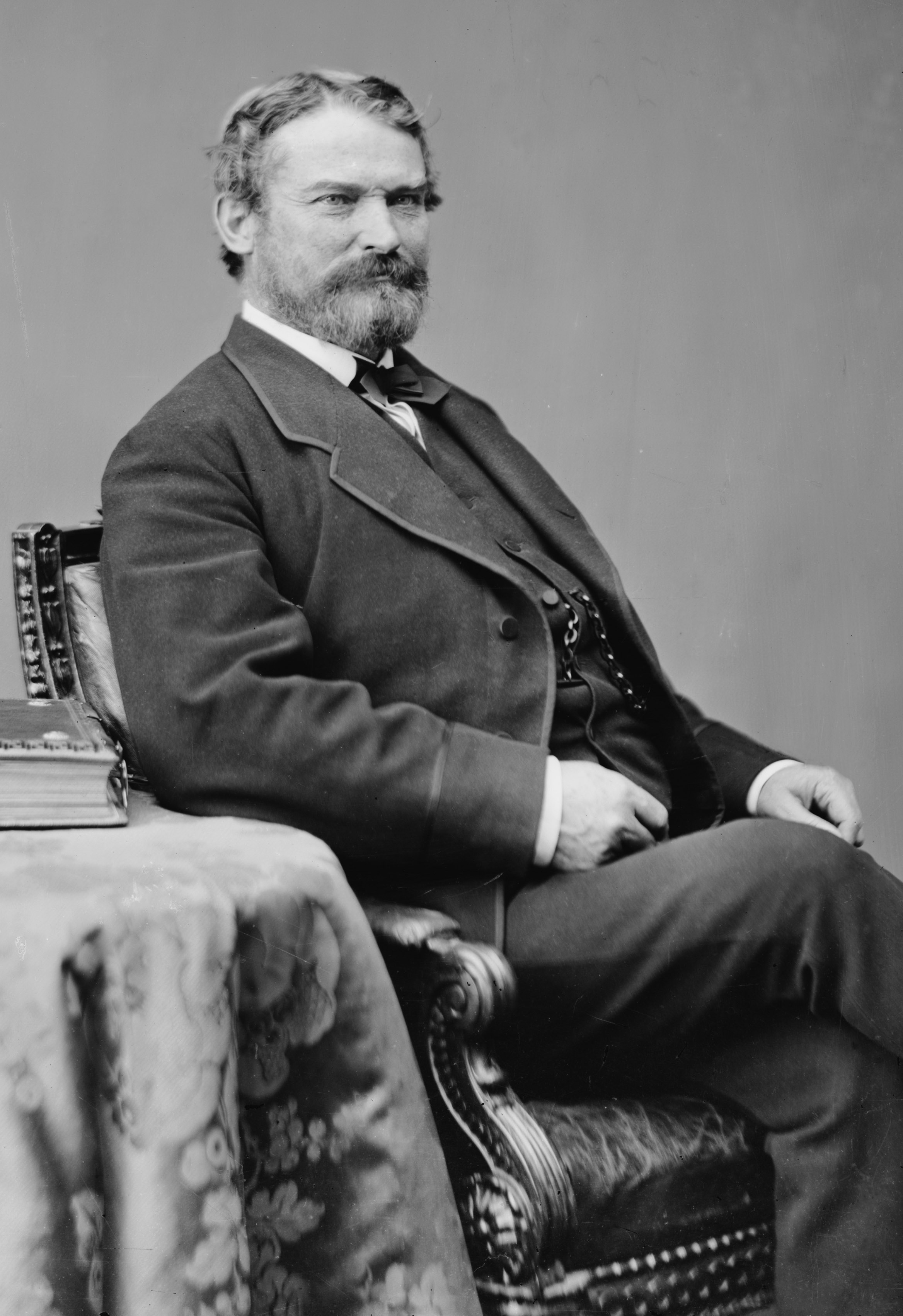
James Rood Doolittle

James Rood Doolittle (* 3. Januar 1815 in Hampton, Washington County, New York; † 23. Juli 1897 in Providence, Rhode Island) war ein US-amerikanischer Politiker der Republikanischen Partei. Von 1857 bis 1869 saß er für den Bundesstaat Wisconsin im US-Senat.

## Frühe Jahre
Doolittle wurde in Hampton im Bundesstaat New York geboren. In Middlebury in Vermont besuchte er die Middlebury Academy. Am Hobart College studierte er Jura. Sein Studium schloss er 1834 erfolgreich ab. Als Rechtsanwalt zugelassen wurde er dann im Jahr 1837. Mit einer Kanzlei machte er sich in Rochester selbstständig. Zwischen 1847 und 1850 amtierte er dann als District Attorney im Wyoming County. 1851 zog Doolittle nach Racine im Bundesstaat Wisconsin, wo er zwischen 1853 und 1856 als Richter tätig war.

## Karriere als Senator
Bis zur Aufhebung des Missouri-Kompromisses war Doolittle Mitglied der Demokratischen Partei. Um 1856 wechselte er dann zu den Republikanern. 1856 wurde Doolittle dann als Republikaner für den Bundesstaat Wisconsin in den Bundessenat gewählt, die einmalige Wiederwahl gelang ihm 1862.
Während seiner Amtszeit als Senator war Doolittle Vorsitzender des Committee on Indian Affairs. Gemeinsam mit seinem Kollegen Jacob Collamer aus Vermont vertrat er die Minderheit für den Mason Report, der den Überfall von John Brown auf die Stadt Harpers Ferry untersuchte.
Im Sezessionskrieg unterstützte Doolittle die Politik von US-Präsident Abraham Lincoln. Ebenso entschieden wie er Lincoln unterstützte, vertrat er die Interessen Wisconsins im Kapitol. Während der Sommerpause 1865 besuchte er die Indianer westlich des Mississippi River als Vorsitzender eines gemeinsamen besonderen Ausschusses, der mit einer Untersuchung über den Zustand der Indianerstämme und deren Behandlung durch die zivilen und militärischen Behörden der Vereinigten Staaten beauftragt wurde. Der Ausschuss teilte sich dann in mehrere Unterausschüsse, um in mehrere Regionen gleichzeitig Untersuchungen durchzuführen. Doolittle war an der Untersuchung indianischer Angelegenheiten im US-Bundesstaat Kansas, dem Indianer-Territorium und dem heutigen Colorado beteiligt. Der Bericht des Ausschusses mit dem Titel The Condition of the Tribes wurde dem Senat am 26. Januar 1867 vorgelegt. Doolittle spielte eine herausragende Rolle in der Debatte über die verschiedenen Kriegs- und Umbaumaßnahmen und die Wahrung der Bundesregierung, er war aber immer darauf bedacht, dass die abgespaltenen Konföderierten Staaten trotz allem immer ein Teil der Union seien. Er war strikt gegen die Einführung des 15. Amendments.

## Späte Jahre
Nachdem Doolittle aus dem Senat ausgeschieden war, kandidierte er 1871 für das Amt des Gouverneurs von Wisconsin, konnte sich aber nicht gegen Cadwallader C. Washburn durchsetzen. Daraufhin zog er sich endgültig aus der Politik zurück.
In Chicago fasste er wieder Fuß. Zunächst als Anwalt, später als Präsident und als Professor an der neu gegründeten University of Chicago.
1897 starb Doolittle in Providence im Bundesstaat Rhode Island. Er wurde auf dem Mount Cemetery in Racine beigesetzt.